# One Tree Hill (cântec)
„One Tree Hill” este al nouălea cântec al albumului de studio The Joshua Tree lansat de formația U2. Discul single a fost extras în 1988 și a fost promovat doar în Noua Zeelandă, ajungând pe primul loc în această țară. Titlul piesei face refire la un vârf al muntelui vulcanic din Auckland.